# Гутор Олександр Іванович
Олександр Іванович Гутор (нар. 13 квітня 1957, Нікополь) — український волейбольний тренер, колишній волейболіст. Має громадянство США

## Життєпис
Волейбольної майстерности протягом певного часу його навчали на Нікопольщині. Грав за українські команди (зокрема, за київський «Локомотив»), збірну СРСР; його визнавали кращим зв'язуючим першости СРСР.
Тренерськую кар'еру почав в 1984 році, працював із командами з України, Угорщини, Словаччини, ОАЕ, США.
У 2006 році був головним наставником жіночої збірної України.
На початку 2012 року очолив жіночу збірну Казахстану.

### Досягнення
Гравець
- Володар Кубка СРСР
- Бронзовий призер Першости СРСР[1]